# 幸福街道 (宿迁市)
幸福街道是中国江苏省宿迁市宿城区下辖的一个街道，位于宿迁市区中部，西邻河滨街道，东邻宿豫县。幸福街道辖区面积6.8平方公里，总人口8.9万。
幸福街道辖7个社区居委会，分别为矿山、幸福、城东、新盛、凤凰、东大、马陵。